# Crossotus xiluvensis
Crossotus xiluvensis là một loài bọ cánh cứng trong họ Cerambycidae.